# ماسکاره
ماسکاره (به صربی: Maskare) یک منطقهٔ مسکونی در صربستان است که در ورورین واقع شده‌است. ماسکاره ۵۳۹ نفر جمعیت دارد.